# مير أباد (شهرضا)
مير أباد هي قرية في مقاطعة شهرضا، إيران. يقدر عدد سكانها بـ 113 نسمة بحسب إحصاء 2016.